# Packhilfsmittel
Packhilfsmittel sind Bestandteile von Verpackungen, die den Zusammenhalt der Packmittel sichern (wie Heftbänder, Umreifungen, Klebebänder) oder ihren Verschluss bilden (wie Korken oder Bügelverschlüsse), die Packmittel zum Schutz des Packguts ergänzen (wie Schaumstoff, Holzwolle, Luftpolsterkissen, Trockenmittel, Oxidationsschutzmittel oder Bauteile wie das Aromaschutzventil) oder zur Kennzeichnung dienen (wie Etiketten, Plomben oder Banderolen).
Die Packhilfsmittel gehören laut DIN 55405, Abschnitt 4, Ziffer 4.4.2 zu den Verpackungen.